# کرنک (ناحیه پراگ-شرق)
کرنک (به چکی: Křenek) یک منطقهٔ مسکونی در جمهوری چک است که در ناحیه پراگ-شرق واقع شده‌است. کرنک ۵٫۲۸ کیلومتر مربع مساحت و ۲۴۰ نفر جمعیت دارد و ۱۶۵ متر بالاتر از سطح دریا واقع شده‌است.